# Nitokra baltica
Nitokra baltica is een eenoogkreeftjessoort uit de familie van de Ameiridae. De wetenschappelijke naam van de soort is voor het eerst geldig gepubliceerd in 1983 door Arlt.